# Věznice Plötzensee
Plötzensee je věznice ležící v berlínské čtvrti Charlottenburg.

## Historie

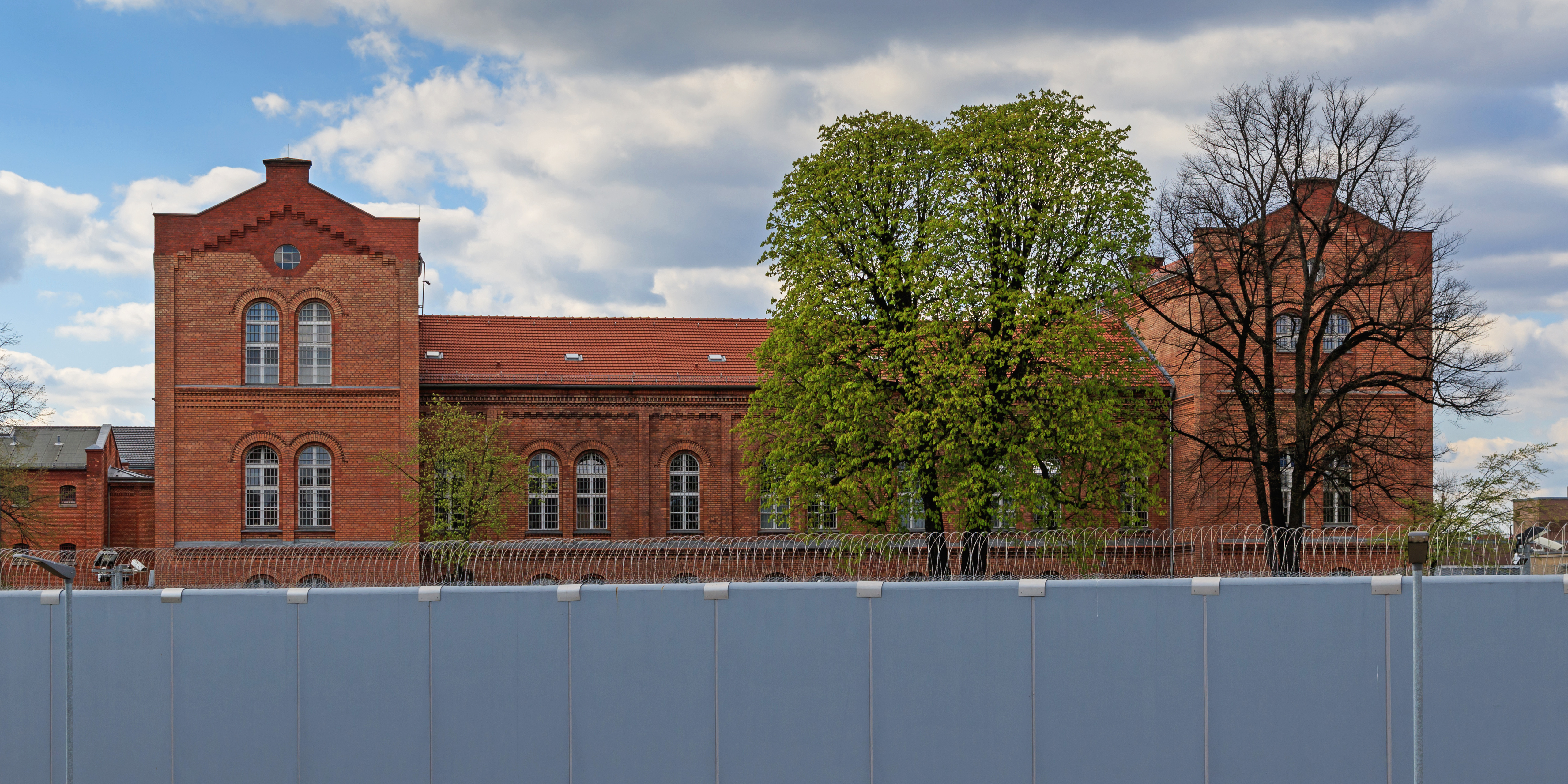
Plötzensee – věznice

Věznice byla postavena v letech 1869–1879. V době vlády Adolfa Hitlera, v období 1933–1945, ji začali nacisté používat k držení a likvidaci svých odpůrců a příslušníků odboje z celé Evropy. Věznice se rozkládala na 26 ha a byla obehnána šestimetrovou zdí. Bylo zde vězněno a popraveno mnoho československých odbojářů a bojovníků za svobodu.
Celkem zde bylo popraveno 677 českých vlastenců. Čeští odbojáři zde byli po německých nejčastěji popravovanou národností. Většina popravených zde byla držena v okovech po dobu několika měsíců v celách smrti. Popravovalo se zde nejčastěji gilotinou a později i oběšením. Ostatky popravených často putovaly do anatomických a patologických ústavů v Německu a Rakousku. Většina těl skončila například v Humboldtově univerzitě v Berlíně.
Věznice je dodnes využívána. Od 14. září 1952 u ní stojí pamětní zeď.

## Oběti z řad československého odboje zde vězněné a popravené
- pplk. gšt.Štěpán Adler, člen Obrany národa, popraven 7. srpna 1942
- pplk. Josef Baše, člen Obrany národa, popraven 9. dubna 1943
- npor. Ota Bartošek, člen Obrany národa, popraven 21. dubna 1943
- Irena Bernášková, vydavatelka časopisu V boj, popravena 26. srpna 1942
- Ladislav Brázda, příslušník Obrany národa, vydavatel časopisu V boj, popraven 7. srpna 1942
- Ladislav Brožek přezdívka Bill Broches, skaut a tramp, v r. 1919 začínal v 6. oddíle Baden-Powellových skautů, publicista v trampském časopise Naše osady (1929 – 1931), člen sboru Dickey club trio, popraven 11. ledna 1943
- Jaroslav Franěk, hospodský, člen Obrany národa, popraven 1. července 1943
- Julius Fučík, komunistický novinář, popraven 8. září 1943
- kpt. gšt. Jaroslav Gardavský, člen Obrany národa
- Stanislav Ullrich, člen Obrany národa, major, později podplukovník in memoriam, popraven gilotinou 23. května 1943
- Vladimír Grégr, člen Politického ústředí
- Karel Habán, československý legionář, policista, popraven 18. prosince 1942, příslušník Obrany národa
- pplk. František Helvín, člen Obrany národa
- MUDr. Oldřich Hlaváč, zubní lékař a spisovatel, popraven 18. prosince 1942, člen odbojové skupiny Dr. Karla Jaroše
- gen. Bedřich Homola, člen Obrany národa
- Josef Hrubý, člen Obrany národa
- plk. Jan Hubáček, člen Obrany národa, popraven 26. září 1942
- Josef Jaroš, člen Zemského národního výboru a Obrany národa, popraven 27. října 1942
- Karel Jaroš (odbojář), vedoucí odbojové skupiny spolupracující s Obranou národa, popraven 18. prosince 1942
- škpt. Čestmír Jelínek, člen Obrany národa, popraven 19. srpna 1942
- plk. gšt. in memoriam Josef Jirka, člen Obrany národa, popraven 12. září 1942
- plk. gšt. in memoriam Jan Jiřička, člen Obrany národa, popraven 19. září 1942
- gen. zdr. sl. Jan Konstantin Kessler, člen odbojové organizace Obrana národa, popraven 8. dubna 1943
- Jaroslav Kladiva, novinář, popraven 25. května 1943
- prap. JUDr. Josef Kocman, administrativní ředitel Zbrojovky Brno, člen Obrany národa, popraven 26. září 1942
- plk. Bohuslav Kohout, člen Obrany národa, popraven 26. srpna 1942
- gen. Josef Kohoutek, člen Obrany národa, Zpravodajství čs. Armády, popraven 19. srpna 1942[2]
- Poručík Karel Končel, skupina Pribina, 26. srpna 1942 odsouzen Lidovým soudním dvorem k trestu smrti za zemězradu a velezradu (odbojová organizace Obrana národa)
- brig. gen. in memoriam Jaroslav Konečný, člen Obrany národa, popraven 20. ledna 1943
- plk. gšt. Ladislav Kotík, člen Obrany národa
- JUDr. Ivan Křikava, vrchní ministerský komisař ministerstva sociální a zdravotní správy, bývalý úředník ministerstva zahraničních věcí, popraven 18. prosince 1942, člen odbojové skupiny Dr. Karla Jaroše
- Vítězslav Kyšer, průmyslník, člen Obrany národa
- plk. Jaroslav Lisý, člen Obrany národa, popraven 20. ledna 1943
- škpt. in memoriam Miroslav Medal, člen Obrany národa (odbojová skupina M. Bondyho), popraven 17. dubna 1942[2]
- Karel Nesnídal, člen Obce sokolské v odboji, popraven 7. září 1943
- kpt. František Pavelka, radiotelegrafista, československý voják a příslušník výsadku Percentage, popraven 11. ledna 1943
- Antonín Pešl, novinář
- Jan Procházka, zámečnický mistr, člen Obrany národa (člen odboje Bratrské dílo)[zdroj?], popraven 21. dubna 1943
- mjr. František Ptašinský, člen Obrany národa, popraven 16. listopadu 1942[2]
- mjr. František Raška, člen Obrany národa
- Jiří Sedmík, diplomat, člen skupiny Dr. Karla Jaroše
- Jaroslav Skryja, člen Zemského národního výboru, člen Obrany národa, popraven 27. října 1942
- Antonín František Slavík, člen Zemského národního výboru, člen Obrany národa, popraven 27. října 1942
- Miloslav Svoboda, student gymnázia a člen odbojové skupiny Mladá garda národního odboje, popraven 15. dubna 1943
- Jiří Svoboda, student gymnázia a člen odbojové skupiny Mladá garda národního odboje, popraven 15. dubna 1943
- Jaroslav Šafka, student gymnázia a člen odbojové skupiny Mladá garda národního odboje, popraven 15. dubna 1943
- Dr. Vasil Kaprálek Škrach (tajemník T. G. Masaryka), popraven 28. května 1943
- škpt. gšt. Zdeněk Tvrz, člen krajského velitelství Obrany národa v Pardubicích, popraven 12. září 1942
- prof. PhDr. Jan Uher, pedagogický teoretik, spoluzakladatel Zemského národního výboru, člen Obrany národa, popraven 27. října 1942
- škpt. Stanislav Ullrich, člen Obrany národa
- Josef Vaněk, semilský vynálezce, továrník, vydavatel časopisu V boj, popraven 22. února 1943
- Bohumil Vejvoda, československý legionář, kapelník, hudební pedagog, skladatel, popraven 1. dubna 1943
- škpt. Jan Vít, člen Obrany národa, popraven 1. června 1943
- plk. Jan Vlachý, člen Obrany národa, popraven 23. března 1943
- gen. Václav Volf, člen Obrany národa, popraven 24. listopadu 1942
- gen. Bohuslav Všetička, člen Obrany národa
- gen. Bohuslav Závada, člen Obrany národa
- gen. Václav Ždímal, člen Obrany národa, popraven 02. září 1942
- JUDr. Antonín Žlábek, člen odbojové organizace Bratrské dílo, popraven 21. dubna 1943
- JUDr. Zdeněk Mejstřík, zapojen do odboje (pomoc při emigraci osob z protektorátu). Po zatčení 15.6.1940 byl vězněn pravděpodobně na Pankráci a pak v Berlíně ve věznici Moabit a následně popraven ve věznici Plötzensee